# Ciprian Tătărușanu
Ciprian Anton Tătărușanu [čiprijan teterušanu] (* 9. únor 1986, Bukurešť, Rumunsko) je bývalý rumunský fotbalový brankář a reprezentant.
V roce 2015 se stal v Rumunsku fotbalistou roku.

## Klubová kariéra
Tătărușanu zahájil svou profesionální fotbalovou kariéru v druholigovém rumunském klubu CS Juventus București v sezóně 2003/04.
Po třech sezónách odešel do klubu ACF Gloria Bistrița, za nějž odehrál necelé tři sezóny (včetně hostování zde) a odchytal celkem 45 utkání v Lize I. V květnu 2008 jej koupil prestižní rumunský klub z hlavního města FC Steaua București, který jej ještě rok ponechal v Glorii na hostování pro sezónu 2008/09 (ve Steaui chytal pravidelně kolumbijský brankář Róbinson Zapata). V červnu 2009 se Tătărușanu připojil k A-týmu Steauy a po odchodu Zapaty do tureckého Galatasaray SK se stal jednotkou týmu. 16. července 2009 debutoval v evropských pohárech, kdy vychytal výhru 2:0 ve druhém předkole Evropské ligy UEFA proti maďarskému týmu Újpest FC. Steaua se následně probojovala přes další předkola až do základní skupiny Evropské ligy, kde poté vypadla. V rumunské první lize v dresu Steauy debutoval 2. srpna 2009 proti týmu FC Ceahlăul Piatra Neamț (výhra 2:0). V sezóně 2010/11 vyhrál s klubem rumunský pohár po finálové výhře 2:1 nad městským rivalem FC Dinamo București, v sezóně 2012/13 pak ligový titul a následně v červenci 2013 i rumunský Superpohár (po výhře 3:0 nad FC Petrolul Ploiești). V sezóně se pak probojoval s klubem do základní skupiny Ligy mistrů (v play-off předkole hrál proti polskému celku Legia Warszawa, v základní skupině se Steaua střetla s anglickým týmem Chelsea FC, německým FC Schalke 04 a švýcarským FC Basilej). Tătărușanu se během svého angažmá stal kapitánem mužstva.
V sezóně 2013/14 se Steauou ligový titul obhájil.
V červnu 2011 za něj nabídl italský klub SSC Neapol 3 miliony eur, ale s nabídkou neuspěl.
V létě 2014 odešel do italského celku ACF Fiorentina, kde podepsal 5letou smlouvu.

## Reprezentační kariéra
Tătărușanu reprezentoval Rumunsko v mládežnické kategorii do 21 let. V rumunském reprezentačním A-mužstvu debutoval 17. listopadu 2010 v přátelském zápase v rakouském městě Klagenfurt am Wörthersee proti Itálii, kde nastoupil na hřiště do druhého poločasu za stavu 1:0 pro Rumuny místo brankáře Costela Pantilimona. V závěru utkání si vstřelil vlastní gól Ciprian Marica a Rumunsko tak remizovalo s favoritem 1:1.
V prvním barážovém utkání o MS 2014 15. listopadu 2013 proti Řecku jakožto brankářská jednotka kvůli zranění nechytal (chytal Bogdan Lobonț), Rumuni však porušili pravidla, když na 23členné soupisce měli nominované pouze dva brankáře, přičemž podle regulí FIFA musí mít každý tým 3 brankáře. Řecko zápas vyhrálo 3:1. V případě podání protestu řeckého týmu (což se nestalo) by Rumunsku hrozila kontumace 0:3 a Řekové by šli do odvety s lepší pozicí. Odveta skončila remízou 1:1 a Rumunsko tak na Mistrovství světa ve fotbale 2014 v Brazílii nepostoupilo.

Trenér rumunského národního týmu Anghel Iordănescu jej vzal na EURO 2016 ve Francii, kam Rumunsko postoupilo ze druhého místa kvalifikační skupiny F. Rumuni obsadili se ziskem jediného bodu poslední čtvrté místo v základní skupině A. Ciprian byl brankářskou jedničkou a odchytal všechny tři zápasy svého týmu na turnaji.

## Přestupy
- z ACF Gloria Bistrița do FC Steaua Bukurešť za 1 500 000 Euro
- z FC Steaua Bukurešť do ACF Fiorentina zadarmo
- z ACF Fiorentina do FC Nantes za 2 500 000 Euro
- z FC Nantes do Olympique Lyon zadarmo
- z Olympique Lyon do AC Milán za 500 000 Euro

## Statistiky
| Sezóna                    | Klub                      | Liga                      | Liga   | Liga      | Ligové poháry | Ligové poháry | Ligové poháry | Kontinentální poháry | Kontinentální poháry | Kontinentální poháry | Celkem | Celkem    |
| Sezóna                    | Klub                      | Soutěž                    | Zápasy | Obd. góly | Soutěž        | Zápasy        | Obd. góly     | Soutěž               | Zápasy               | Obd. góly            | Zápasy | Obd. góly |
| ------------------------- | ------------------------- | ------------------------- | ------ | --------- | ------------- | ------------- | ------------- | -------------------- | -------------------- | -------------------- | ------ | --------- |
| 2006/07                   | Gloria Bistrița           | Liga I                    | 1      | -0        | RP            | 0             | -0            | -                    | 0                    | -0                   | 1      | -0        |
| 2007/08                   | Gloria Bistrița           | Liga I                    | 25     | -28       | RP            | 0             | -0            | Int.                 | 2                    | -2                   | 27     | -30       |
| 2008/09                   | Gloria Bistrița           | Liga I                    | 19     | -29       | RP            | 0             | -0            | -                    | 0                    | -0                   | 19     | -29       |
| Celkem za Gloria Bistrița | Celkem za Gloria Bistrița | Celkem za Gloria Bistrița | 45     | -57       | -             | 0             | -0            | -                    | 2                    | -2                   | 47     | -59       |
| 2009/10                   | Steaua Bukurešť           | Liga I                    | 15     | -16       | RP            | 1             | -0            | EL                   | 4*                   | -1*                  | 20     | -17       |
| 2010/11                   | Steaua Bukurešť           | Liga I                    | 34     | -26       | RP            | 5             | -3            | EL                   | 8*                   | -12*                 | 47     | -41       |
| 2011/12                   | Steaua Bukurešť           | Liga I                    | 28     | -23       | RP+RS         | 0+1           | -0+ -1        | EL                   | 7*                   | -6*                  | 36     | -30       |
| 2012/13                   | Steaua Bukurešť           | Liga I                    | 27     | -19       | RP            | 0             | -0            | EL                   | 12*                  | -15*                 | 39     | -34       |
| 2013/14                   | Steaua Bukurešť           | Liga I                    | 29     | -14       | RP+RS         | 3+1           | -3+ -0        | EL                   | 12*                  | -15*                 | 45     | -32       |
| Celkem za Steaua Bukurešť | Celkem za Steaua Bukurešť | Celkem za Steaua Bukurešť | 133    | -98       | -             | 11            | -7            | -                    | 43                   | -49                  | 187    | -154      |
| 2014/15                   | Fiorentina                | Serie A                   | 9      | -11       | IP            | 2             | -1            | EL                   | 7                    | -5                   | 18     | -17       |
| 2015/16                   | Fiorentina                | Serie A                   | 37     | -39       | IP            | 0             | -0            | EL                   | 2                    | -4                   | 39     | -43       |
| 2016/17                   | Fiorentina                | Serie A                   | 35     | -51       | IP            | 2             | -1            | EL                   | 7                    | -7                   | 44     | -59       |
| Celkem za Fiorentinu      | Celkem za Fiorentinu      | Celkem za Fiorentinu      | 81     | -101      | -             | 4             | -2            | -                    | 16                   | -16                  | 101    | -119      |
| 2017/18                   | Nantes                    | Lique 1                   | 37     | -38       | FP+FLP        | 0+0           | -0+ -0        | -                    | 0                    | -0                   | 37     | -38       |
| 2018/19                   | Nantes                    | Lique 1                   | 27     | -30       | FP+FLP        | 2+1           | -3+ -2        | -                    | 0                    | -0                   | 30     | -35       |
| Celkem za Nantes          | Celkem za Nantes          | Celkem za Nantes          | 64     | -68       | -             | 3             | -5            | -                    | 0                    | -0                   | 67     | -73       |
| 2019/20                   | Lyon                      | Lique 1                   | 2      | -2        | FP+FLP        | 1+3           | -1+ -4        | LM                   | 0                    | -0                   | 6      | -7        |
| 2020/21                   | Milán                     | Serie A                   | 1      | -3        | IP            | 2             | -2            | EL                   | 2                    | -0                   | 5      | -5        |
| 2021/22                   | Milán                     | Serie A                   | 6      | -10       | IP            | 0             | -0            | LM                   | 3                    | -2                   | 9      | -12       |
| 2022/23                   | Milán                     | Serie A                   | 16     | -22       | IP+IS         | 1+1           | -1+ -3        | LM                   | 5                    | -5                   | 23     | -48       |
| Celkem za Milán           | Celkem za Milán           | Celkem za Milán           | 23     | -35       | -             | 4             | -6            | -                    | 10                   | -7                   | 37     | -48       |
| 2023/24                   | Abha                      | Saudi Professional League | 33     | -84       | SAP           | 3             | -3            | -                    | 0                    | -0                   | 36     | -87       |
| Celkově                   | Celkově                   | Celkově                   | 381    | -445      | -             | 29            | -28           | -                    | 71                   | -74                  | 481    | -547      |

Poznámky
- i s předkolem.

## Úspěchy

### Klubové
- 2× vítěz rumunské ligy (2012/13, 2013/14)
- 1× vítěz italské ligy (2021/22)
- 1× vítěz rumunského poháru (2010/11)
- 1× vítěz rumunského superpoháru (2013)

### Reprezentační
- 1× účast na ME (2016)

### Individuální
- 1× Fotbalista roku (2007)